# Provócame (canción de Fey)
«Provócame» es una canción de la cantautora mexicana Fey, publicada como el segundo sencillo para promocionar álbum de estudio Dulce tentación el lunes 8 de junio de 2009. Fue compuesta por Fey, su hermano Francisco Blázquez y Tiziano Borghi. El tema fue producido por Sam "Fish" Fisher y posee influencias musicales de pop, habitual al estilo de la artista e influencias del rock.
Tras el lanzamiento del álbum, los críticos aprobaron el sonido de la canción. Su reducida promoción radiofónica hace que la canción fracase en conteos musicales en México.

## Antecedentes
Fey junto a su hermano Francisco compusieron canciones para el nuevo álbum de la cantante. El tema concierne problemas de amplio conocimiento sobre la carrera musical de Fey. Sobresalen temas como problemas amorosos, infidelidad, el hecho de sobreponerse a la decepción y como Fey ha encontrado distintos caminos para promover su música, alejada de las discográficas multinacionales. Todos estos temas inspiran la letra del tema.

«Una canción como digo yo rabiosa donde una mujer le canta al despecho y al enojo que alguien la traicionó... No he sido de mucho sufrir por amor, si he tenido malas elecciones al respecto en mi vida y de repente he caído en gente que no es honesta...»
Fey hablando de «Provócame» (2009).

## Recepción

### Crítica
Alejandro Soto de la página de crítica española THE DREAMERS expreso que «Provócame» es una canción "muy radial, violenta y pegajosa". Soto comparó el sonido del tema con canciones de Marilyn Manson. Jason Birchmeier de la página Allmusic indicó que Fey "encuentra la melodía" con temas como «Lentamente» y «Provócame». Ambas fueron categorizadas como "canciones pop fantásticas".

### Comercial
«Provócame» contó con un videoclip bajo la dirección de Manuel Escalante y en el video Fey se muestra sensual y provocativa. El director y la cantante acordaron que el video debería sobrepasar la censura, puesto que la canción lo amerita. El videoclip empieza mostrando a Fey junto a sus bailarinas, quienes realizan la coreografía del tema. En el coro Fey realiza un baile en un banco al lado del modelo Frank Serralde, quien la engañara en la trama del video. Fey en venganza tendrá su infidelidad con el modelo Antú López. El video concluye en una fiesta, donde Fey interpreta la última estrofa de la canción. 
El videoclip de «Provócame» fue estrenado en calidad de "estreno mundial" por el canal musical Ritmoson Latino el 22 de septiembre de 2009. La presentación de la canción consto de un programa que duro media hora. En ese tiempo Fey explicó los pormenores de la grabación del video musical.
La canción ingreso a conteos radiales en México con discreto éxito. La corta promoción de la cantante y la descontinuad del video en Ritmoson Latino hacen fracasar la canción pese a las expectativas generadas antes de su estreno. También se le atribuye la salida de Fey de su entonces disquera Mi Rey Music.

## Presentaciones
Fey presentó el tema en octubre de 2009 en el programa "Es de noche y ya llegue" y canto «Provócame» en vivo. Otra aparición relevante fue cuando Fey intervino en la telenovela "Atrévete a soñar" donde canto tres temas del disco Dulce tentación, incluido este. El tema también fue promovido en el sortero de la "Lotería Nacional" en México que se realizó el 23 de octubre de 2009. En la gira Sweet Temptation Tour la cantante también ha interpretado la canción. En el año 2016 Fey volvió a interpretar la canción como parte de su repertorio en la gira "9.0 American Tour" después de casi 7 años de no haberla interpretado en vivo.

## Formatos
| Descarga digital |             |          |  |
| N.º              | Título      | Duración |  |
| 1.               | «Provócame» | 4:06     |  |

## Posiciones

### Lista anual
| País (2009)     | Mejor posición |
| --------------- | -------------- |
| Ritmoson Latino | 100            |